# Capena
Capena település Olaszországban, Lazio régióban, Róma megyében. Lakosainak száma 10 795 fő (2023. január 1.). Capena Civitella San Paolo, Castelnuovo di Porto, Fiano Romano, Montelibretti, Monterotondo, Morlupo és Rignano Flaminio községekkel határos.

## Népesség
A település népességének változása:
| Lakosok száma | 10 659 | 10 799 | 10 795 |
|               | 2017   | 2018   | 2023   |